# Gero Hoch
Gero Friedrich Hoch (* 1948 in Bad Laasphe) ist ein deutscher Betriebswirt und ehemaliger Hochschullehrer.

## Leben
Gero Hoch ging nach dem Abitur 1967, welches er in Biedenkopf ablegte, zur Bundesmarine und blieb hier für acht Jahre. Von 1977 bis 1981 studierte er Betriebswirtschaftslehre an der Universität Siegen und wurde hier anschließend als Diplom-Kaufmann Wissenschaftlicher Assistent. 1985 promovierte er mit dem Titel Abfindungen aus Betriebsvermögen bei Erbauseinandersetzung und Ehescheidung in Ertragsteuerlicher Sicht an der Universität Bamberg. Anschließend war er als Akademischer Rat und Hochschuldozent an der Max-Planck-Gesellschaft in München tätig. Hier war er von 1987 bis 1993 Referatsleiter in der Generalverwaltung.
1993 wurde er zum Professor für Betriebswirtschaftslehre, insbesondere Unternehmensplanung, an die Universität Siegen berufen. Hier war er ab 1999 für drei Jahre Prodekan des Fachbereichs Wirtschaftswissenschaften, -informatik und -recht. Er war einer von drei Gründern des Siegener Mittelstandsinstituts (SMI), wo er ab der Gründung 2003 Vorstandsmitglied war. Von 2002 bis 2006 war er Prorektor für Planung und Finanzen der Universität Siegen  und hier auch Autor und Mitherausgeber der Zeitschrift DIAGONAL. Am 1. August 2015 ging er in den Ruhestand. Von 2007 bis 2018 war er Vorstandsmitglied des Siegener Instituts für Unternehmensbesteuerung und Wirtschaftsprüfung (SUWI).
Nach seinem Ausscheiden aus der Bundesmarine 1977 blieb er Reserveoffizier und erreichte den Dienstgrad eines Kapitäns zur See der Reserve.

## Werke (Auswahl)
- als Mitautor: Betriebliches Rechnungswesen. Oldenbourg, Berlin, mehrere Auflagen.
- Erfolgs- und Kostencontrolling. Oldenbourg, Berlin, 2010.